# رود مولیوبکا
رود مولیوبکا (انگلیسی: Molyobka) یک رودخانه در سرزمین پرم کشور روسیه است.